# E-Research

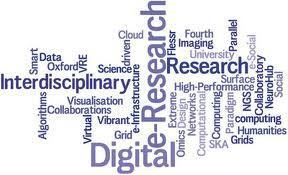
e-Research

El término e-Research se emplea para referirse a la influencia que las tecnologías de la información ejercen en la metodología de investigación académica. Es una interpretación de un amplio rango de manejo de datos con el fin de orientar la progresión académica.  
Se define a partir de sus tres características:      
- el manejo de gran cantidad de datos
- la comunicación y la colaboración
- la multidisciplinariedad y la internacionalización

## [3]Características principales que tiene la e-Research
La e-Research favorece a lo diagonal en una investigación y esto hace que se fomente equipos de diferentes disciplinas por otro lado se llegan a modificar las prácticas epistémicas de los científicos y esto genera que se pueda llegar a comparar y compartir los resultados de forma más eficiente y rápida. 

### Características
- Visión disciplinaria amplia, pero sobre todo se refiere a la aplicación las TIC en las ciencias sociales y en los nuevos retos que plantea.
- Múltiples posibilidades de Intensificación de prácticas epistémicas.[4]
- Se percibe y se visualiza de forma descentralizada, no requiere de recursos humanos y materiales específicos, esto indica que cualquier persona puede hacer uso de ella.
- Cambia el marco conceptual de los investigadores sobre todo respecto a la dimensión de los retos y las preguntas de investigación.
- Incluye las TIC[5] en cualquier punto del método científico (en cualquier momento de la investigación, podemos hacer uso de los recursos que proporciona la e-research).

## Aplicaciones e influencias
La e-Research se aplica a todas las disciplinas académicas y ramas de la ciencia. En los estudios científicos, ha dado lugar a la denominada e-Ciencia.  
En su aplicación a las ciencias humanas, se vincula con las Humanidades Digitales (HD) y con la Lingüística de corpus (LC). Tanto las HD, como la LC, como la e-Research son, por una parte, una técnica o instrumento, y, a la vez, un área de investigación en sí. 
La investigación electrónica (e-Research), reconfigura la actividad académica en la cual incluye  el uso de las herramientas tecnológicas, permitiendo un mejor registro de datos y manejo de información adecuado.
Los tiempos han cambiado y de igual forma las herramientas de innovación han tenido diferentes transformaciones pero es acá donde surge E-Research, está es la herramienta fácil de utilizar y es preferida por las empresas y diferentes personas ya que les permite realizar investigaciones de mercado a través de los medios electrónicos. El uso de internet, redes sociales, etc, ha permitido generar investigaciones han gran escala y esto genera un mejor alcance de la población.   

## Sobre el término y la grafía
En lengua castellana, aunque también se utiliza la denominación e-Investigación, está más extendido el término tomado directamente del inglés, con variantes gráficas: e-Research, E-Research, e-research. En este sentido, aunque en 2014 la Fundéu recomendaba evitar el prefijo e- para referirse a "electrónico", lo cierto es que la forma con el prefijo y el guion está muy extendida, tanto en la web como en la bibliografía especializada.  
En inglés recibe las denominaciones Virtual Research, Online Research y e-Research, esta última también con las variaciones gráficas mencionadas.

## Que es Tecnología Digital
La definición de tecnología nos ha enseñado que se encarga de elaborar una conjunción entre la técnica, las herramientas y la ciencia, para elaborar productos tecnológicos que sirve para mejorar nuestras vida en la tierra. La tecnología  sumada a lo digital nos permite dejar las tecnologías mecánicas y análogas para pasar al mundo expresado en números 0 y 1 (cero y uno), que es medible, alterable de forma fácil y a través de la ciencia particularmente gracias al cálculo matemático.

## Antecedentes y tendencias
Se considera que los antecedentes de los estudios sobre e-Research se remontan al año 1988, cuando se publicó Research Methods and the New Media. Pero ha sido en el siglo XXI cuando se ha extendido el interés por la influencia que ejercen las tecnologías de la información en la investigación académica, especialmente en la comunidad académica anglosajona, aunque está creciendo la bibliografía sobre este tema en lengua española, especialmente en relación con las aplicaciones a las Humanidades y Ciencias Sociales.

## Aprendizaje autónomo
La aplicación de la e-Research en procesos de investigación y enseñanza, de acuerdo con Granados, pone sobre la mesa otros aspectos relacionados con el acceso a la información que no se habían priorizado anteriormente, como la accesibilidad, la interactividad, la eficacia y la inmediatez. Estos elementos, potenciados por la conectividad entre redes, permiten que la persona estudiante cobre protagonismo en sus procesos de formación al contar con diversas herramientas para construir los conceptos adaptados a sus necesidades individuales. Por consiguiente, la e-Research se sitúa como una metodología incipiente dentro de la sociedad de la información para, además de facilitar el intercambio entre docentes y estudiantes, contribuir a la democratización del conocimiento de manera gratuita y de acceso abierto. 